# Завіркино (Шонзьке сільське поселення)
Заві́ркино (рос. Заверкино) — присілок у складі Кічменгсько-Городецького району Вологодської області, Росія. Входить до складу Городецького сільського поселення.

## Населення
Населення — 15 осіб (2010; 14 у 2002).
Національний склад (станом на 2002 рік):
- росіяни — 100 %